# 4페니 관

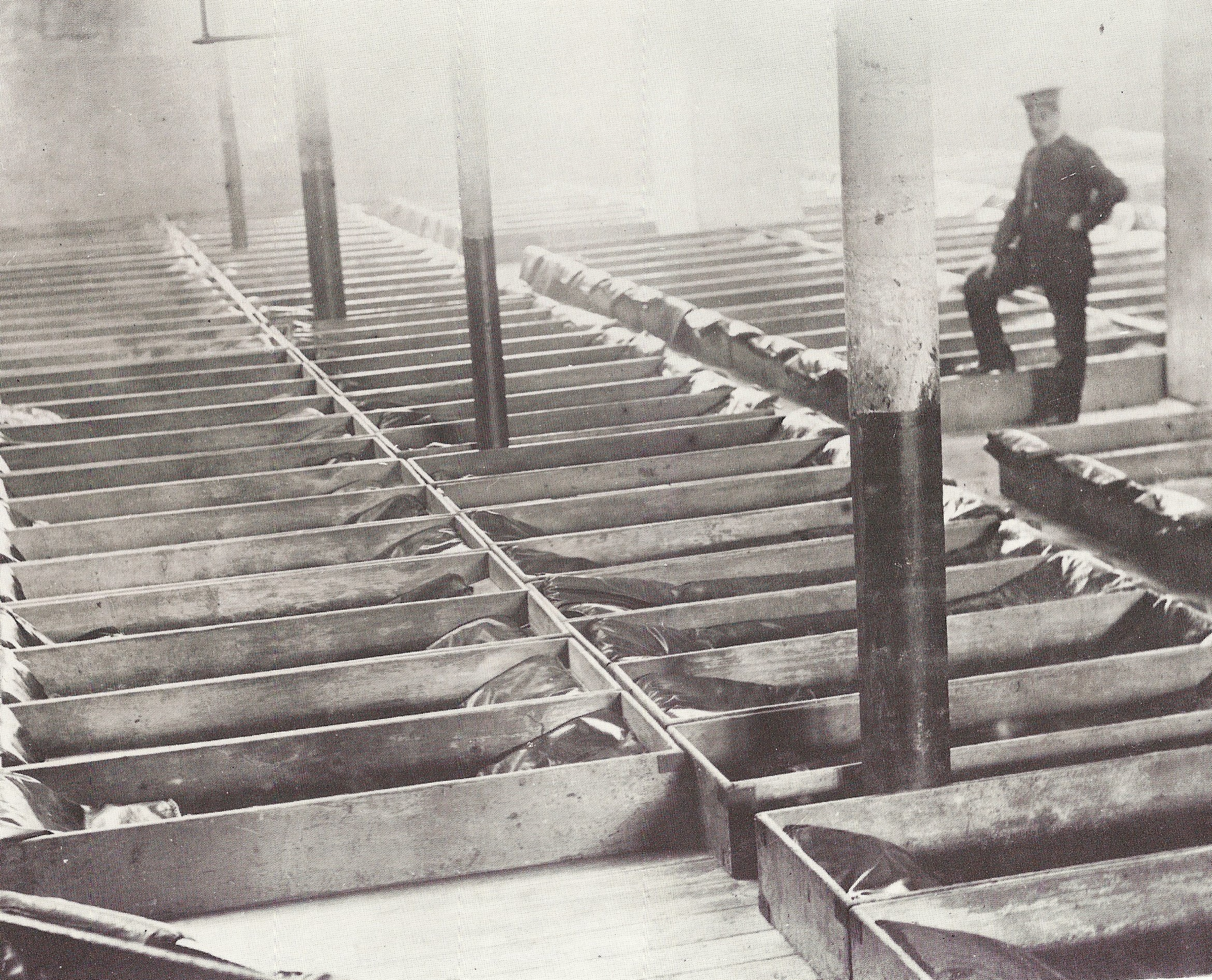
여러 줄의 관은 런던의 번스트리트(Burne Street) 호스텔에 있는 남자들의 침실이었다. (1900년경)

4페니 관(four penny coffin) 또는 관집(coffin house)은 런던 중심부 사람들을 위해 만들어진 최초의 노숙자 보호소 중 하나였다. 19세기 말과 20세기 초에 구세군이 빈곤층에게 위로와 도움을 제공하기 위해 운영한 곳이다.
4페니만 내면 노숙자 의뢰인이 관집에 머물 수 있었다. 노숙인은 음식과 피난처를 받았다. 게다가 관 (장례) 모양의 나무 상자에 누워서 잠을 잘 수도 있었다. 고객에게 덮개용 방수포를 제공했다. 이곳이 독특했던 이유는 고객들이 누워서 잠을 잘 수 있었던 당시 런던에서 가장 저렴한 노숙자 쉼터였다는 점이다. 구세군은 또한 고객들이 훨씬 더 높은 가격에 침대에서 잘 수 있도록 쉼터를 제공했다. 그래서 관집은 추위로부터 벗어나고자 하는 노숙자 고객들에게 경제적이고 중급 솔루션을 제공한다는 점에서 인기를 끌었다.
현대의 사례와 비교할 때 이 대피소는 부적절한 것으로 간주된다. 그러나 이는 상대적으로 새로운 노숙자 문제를 해결하기 위한 저렴하고 자비로운 시도로 간주되었다. 이 피난처는 런던의 혹독한 겨울로부터 벗어날 수 있는 안도감을 제공했으며 당시 많은 사람들은 새로운 추종자들을 기독교로 끌어들이는 데 도움이 되는 것으로 여겼다.